# Google Gruppi
Google Gruppi (in inglese Google Groups) è un servizio di Google che permette di creare gruppi di discussione. È stato lanciato nel febbraio 2001, dopo l'acquisizione di Deja's Usenet Archive. Google Gruppi offre una serie di funzionalità, tra cui la possibilità di creare gruppi pubblici o privati, di inviare e ricevere messaggi, di caricare file e di partecipare a chat room. Google Gruppi può essere utilizzato da aziende, organizzazioni e individui per condividere informazioni, collaborare su progetti e costruire comunità.

## Storia

### Deja News
Prima dell'acquisizione dell'archivio da parte di Google nel 2001, Deja News Research Service era un archivio di messaggi postati nei gruppi di discussione. Deja News è partita nel marzo 1995 ed è stata fondata da Steve Madere nella città di Austin, in Texas.

### Google Gruppi
Nel 2001 i servizi Deja cessano di esistere. Nel febbraio 2001, Google acquista Deja News (e il suo archivio) e sposta i dati sul sito groups.google.com. Gli utenti attivi hanno la possibilità di accedere alla nuova interfaccia di Google Gruppi.
Verso la fine del 2001, l'archivio viene arricchito con altri messaggi datati 11 maggio 1981. Questi messaggi sono stati donati a Google dall'University of Western Ontario, basati sugli archivi di Henry Spencer dell'University of Toronto.
Quando AOL interrompe l'accesso ai suoi servizi di forum nel 2005, la stessa AOL raccomanda Google Gruppi.
Nell'ottobre 2010, Google annuncia il supporto per i messaggi di benvenuto, pagine e file. Queste funzionalità vengono rese effettivamente disponibili da gennaio 2011.
Nel dicembre 2010, Google rilascia una nuova versione di prova con una nuova interfaccia.
Il 26 giugno 2013, viene rilasciata un'altra nuova versione.

## Blocco in Turchia
Google Gruppi è stato bloccato in Turchia dal 10 aprile 2008 per un ordine della corte della Turchia.